# ASD Lanciano Calcio 1920
Maillots
L' Associazione Sportiva Dilettantistica Lanciano Calcio 1920 est un club italien de football. Il est basé à Lanciano dans la province de Chieti, dans les Abruzzes.
En 2014-2015, le club participe à la Serie B.

## Historique
- 1919 - fondation du club sous le nom de Società Polisportiva Virtus Lanciano
- 2008 - refondation du club sous le nom de S.S. Virtus Lanciano 1924
- 2017 - refondation du club sous le nom de Associazione Sportiva Dilettantistica Lanciano Calcio 1920

## Palmarès
- 1 championnat de Serie C2 : 2000-01

## Identité du club

### Changements de nom
- 1919-1959 : Polisportiva Virtus Lanciano
- 1959-1976 : Unione Sportiva Pro Lanciano
- 1976-1977 : Unione Sportiva Lanciano
- 1977-1992 : Associazione Calcio Lanciano
- 1992-1997 : Associazione Calcio Lanciano 90
- 1997-2008 : Società Sportiva Lanciano
- 2008-2017 : Società Sportiva Virtus Lanciano 1924
- 2017- : Associazione Sportiva Dilettantistica Lanciano Calcio 1920

## Identité visuelle

Logo de 2008 à 2017.

## Joueurs et personnalités du club

### Joueurs
- Salvatore Bocchetti
- Davide Bombardini
- Joseph Dayo Oshadogan
- Adriano Ferreira Pinto